# Andreas Molino
Andreas „Molino“ Müller (* 15. Februar 1963) ist ein deutscher Perkussionist, der auf dem Gebiet der lateinamerikanischen Musik und des Jazz aktiv ist.
Molino studierte am Centro de Investigación y Desarollo de la Música Cubana in Havanna und Santiago de Cuba afrokubanische Perkussion und Gesang sowie Arrangement und Komposition. Außerdem nahm er Unterricht bei dem Meistertrommler Pancho Ouinto und lernte die Batá-Trommel. Er arbeitete in Kuba und Deutschland mit Orchestern und Gruppen in den Bereichen Son, Rumba, Salsa, Flamenco, Latin Jazz, Samba, Bossa Nova, Fusion und Funk und gründete in der Provinz Santiago de Cuba eine Charangagruppe. Auch nahm er in Kuba als Andreas y sus Amigos das Album Yéyé Oludé auf.
Seit 2004 ist Molino mit der Gruppe Buschwerk und mit Nippy Noya aufgetreten. 
Weiterhin ist Molino Mitglied der Gruppe Jazzou und der 2001 gegründeten Band Soul Jazz Department (mit Marc Leymann, Felix Heydemann, Ron Cherian, Philipp Bardenberg und Florian Bungardt). Er tritt in der Gruppe New World Ritual - Flautomania mit Michael Heupel und Radek Stawarz auf und gibt Meisterklassen für afrokubanische und populäre kubanische Perkussion in Deutschland, Belgien, Frankreich und Holland. An der Offenen Jazzhausschule in Köln unterrichtet er als Lehrer.